# Sturzkampfgeschwader 167
La Sturzkampfgeschwader 167 (St.G.167) (167e escadron de bombardement en piqué) est une unité de bombardements en piqué de la Luftwaffe pendant la Seconde Guerre mondiale.

## Opérations
Le St.G.167 a mis en œuvre des avions Henschel Hs 123 et des Heinkel He 70.

## Organisation
Le St.G.167 n'a été que partiellement constitué, sans Geschwaderstab (état-major d'escadron) avec seulement un gruppe. 

### I. Gruppe
Formé le 1er avril 1937 à Lübeck-Blankensee à partir du II./St.G.162 avec :
- StabI./St.G.167 à partir du Stab II./St.G.162
- 1./St.G.167 à partir du 4./St.G.162
- 2./St.G.167 à partir du 5./St.G.162
- 3./St.G.167 à partir du 6./St.G.162

Le 1er avril 1938, le I./St.G.167 devient Stab I./St.G.168 avec :
- Stab I./St.G.167 devient Stab I./St.G.168

1./St.G.167 devient 1./St.G.168
2./St.G.167 devient 2./St.G.168
3./St.G.167 devient 3./St.G.168
Gruppenkommandeure (Commandant de groupe) :
| Début | Fin | Grade | Nom |
| ----- | --- | ----- | --- |
| ?     | ?   | ?     | ?   |